# Rode Kruismonument

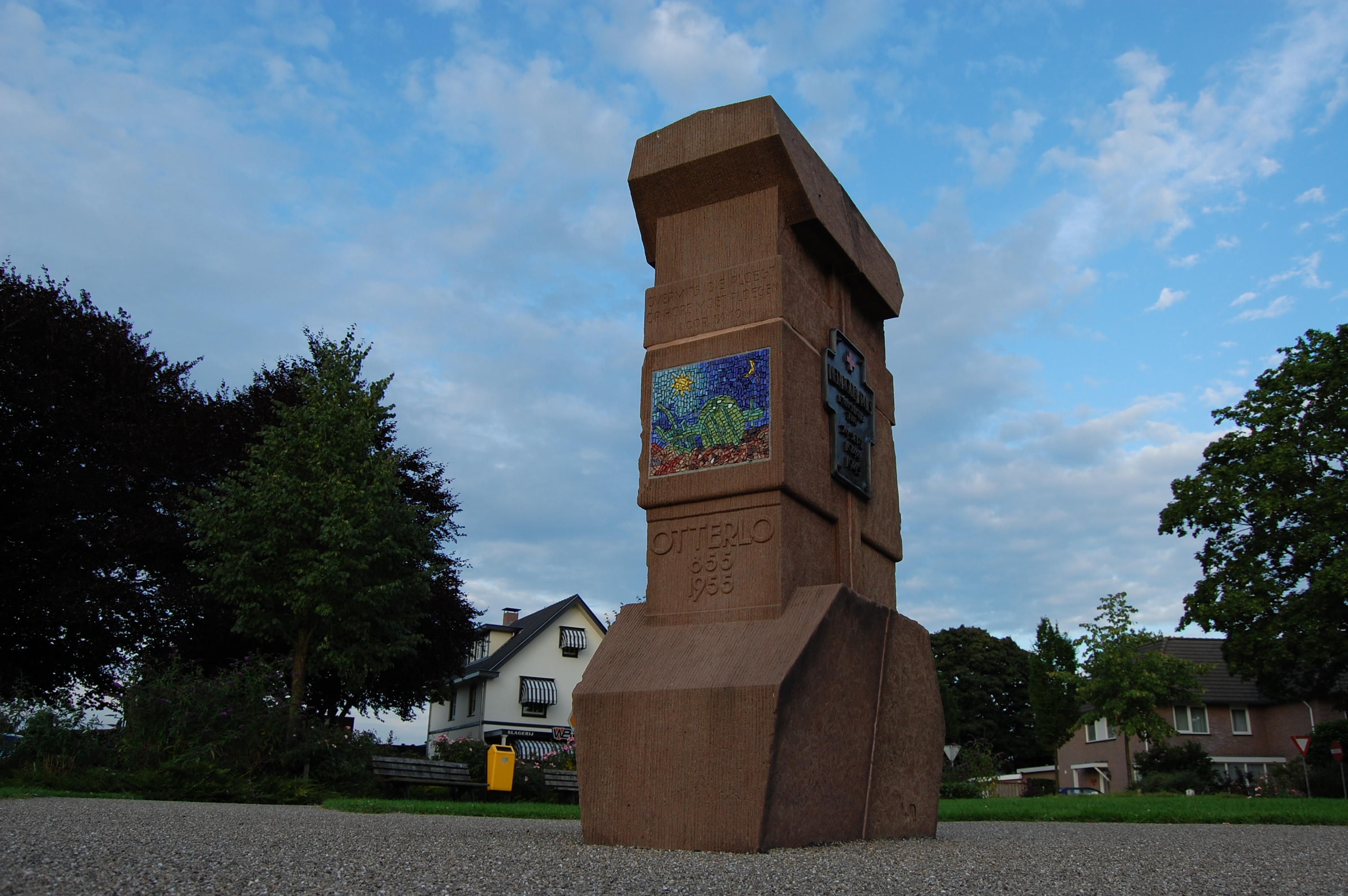
Het monument

Het Rode Kruismonument is een monument in Otterlo dat geplaatst werd om te herinneren aan de grote rol die het Rode Kruis heeft gespeeld gedurende de bezettingsjaren tijdens de massale evacuatie in het kader van Operatie Market Garden.

## Omschrijving
Het monument heeft de vorm van een zuil met afgeronde hoeken en is gemaakt van natuursteen. Het monument is 1,80 meter hoog en 1,20 meter breed.
Op het monument bevindt zich aan de voorkant een plaquette met de tekst:
NED. RODE KRUIS
EVACUATIE

TIJD
24 SEPT.

1944

1945
Aan beide zijkanten zijn een mozaïek en een reliëf te zien.

## Verhuizing
Het monument staat nu op de Harskamperweg in Otterlo maar werd oorspronkelijk bij de Ericaschool geplaatst, waar het jarenlang stond. Omdat het daar echter met regelmaat schade ondervond door vandalisme, werd besloten het monument te verplaatsen naar de huidige locatie.